# Свидник (окръг)
Окръг Свидник (на словашки: okres Svidník) е окръг в Прешовския край на Словакия. Център на окръга и негов най-голям град е едноименният Свидник. Площта му е 549,8 км², а населението е 31 611 души (по преброяване от 2021 г.).

## Статистически данни
Национален състав:
- словаци – 81,3%
- русини – 10,1%
- цигани – 2,9%

Конфесионален състав:
- католици – 29,2%
- гръкокатолици – 34,3%
- православни – 17,1%
- лютерани – 6,1%